# Elaphoglossum velongum
Elaphoglossum velongum är en träjonväxtart som beskrevs av John T. Mickel. Elaphoglossum velongum ingår i släktet Elaphoglossum och familjen Dryopteridaceae. Inga underarter finns listade.